# 錫莫卡
27°16′S 65°20′W / 27.267°S 65.333°W

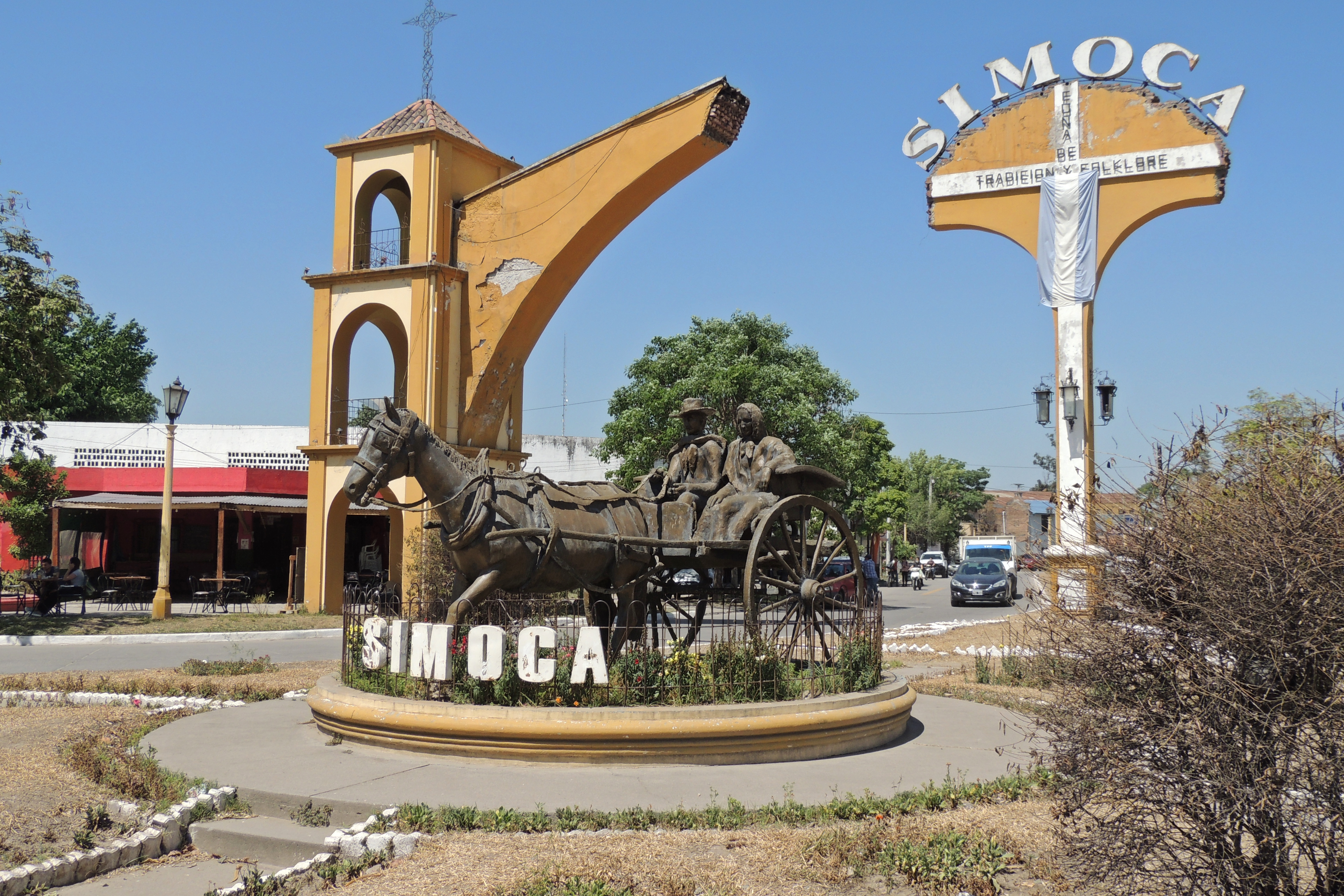
錫莫卡

錫莫卡（西班牙語：Simoca），是阿根廷的城鎮，位於該國西北部圖庫曼省，是錫莫卡縣的首府，始建於1859年9月24日，面積1,261平方公里，海拔高度301米，2010年人口8,351，人口密度每平方公里6.62人。